# Rudniki (obwód brzeski)
Rudniki (biał. Руднікі; ros. Рудники) – agromiasteczko na Białorusi, w obwodzie brzeskim, w rejonie prużańskim, w sielsowiecie Mokre.
W czasach carskich i II Rzeczypospolitej siedziba gminy Rudniki. W dwudziestoleciu międzywojennym leżały w Polsce, w województwie poleskim, w powiecie prużańskim.
Znajduje się tu zabytkowa parafialna cerkiew prawosławna pw. Opieki Matki Bożej.